# Kamień filozoficzny
Kamień filozoficzny (łac. lapis philosophorum) – legendarna substancja od wieków poszukiwana przez alchemików, zamieniająca metale nieszlachetne w szlachetne. Grecki alchemik Zosimos z Panopolis określił ją mianem xerion (→ arab. El Iksir, łac. elixir, pol. eliksir). Znany też jako tynktura (od łac. „tinctura” – nalewka).

## Poszukiwania
Poszukiwania kamienia filozoficznego zaczęły się ok. I wieku n.e., gdy zatrudnieni w egipskich świątyniach rzemieślnicy podejmowali próby tworzenia imitacji kamieni szlachetnych oraz cennych barwników. Dysponowali specjalnymi umiejętnościami, które trzymali w sekrecie przed innymi. Ich nastawienie do materii zdradzało cechy mitologiczne: uważali, że jest ona święta i ożywiona. Ponieważ należeli do stanu kapłańskiego, mieli dostęp do wiedzy hellenistycznej, znali grecką filozofię przyrody. Od Arystotelesa przejęli ideę, że jestestwa składają się z materii (gr. hyle) i formy (ducha, gr. eidos). O dziejach zstąpienia tej formy w materię oraz o możliwości jej powrotu do Demiurga, z czym związane było uwolnienie od cielesności, nauczała gnoza, przeżywająca w Aleksandrii w II wieku okres prawdziwego rozkwitu.

## Właściwości
Kamień filozoficzny – według alchemików od późnej starożytności – miał być substancją, za pomocą której metale nieszlachetne (na przykład rtęć, ołów) można by przekształcić w wyniku procesu transmutacji metali (łac. transmutatio metallorum) w metale szlachetne: złoto lub srebro – bez zasady „równej wymiany”. Znany był również jako Bazyliszek, sprawiał bowiem, iż rtęć krzepła, zamieniając się w złoto; określano go mianem Salamandry, ponieważ był niepalny; znany był też jako Kameleon, ponieważ człowiek, wpatrując się w niego, widział grę zmiennych barw (tzw. „pawi ogon”, łac. cauda pavonis). Utożsamiano go z obojnaczym Hermafrodytą, ponieważ wyrażał całość, współistnienie sprzeczności (łac. coincidentia oppositorum): płci (dziecko boga Merkurego jest obojnakiem) czy stanów skupienia (rtęć, znana też jako merkuriusz, nie jest ani cieczą ani metalem lub jest i jednym i drugim). Kamień filozoficzny był kwintesencją (od łac. quinta essentia, „piąta esencja”), czyli jednością czterech żywiołów.

## Transmutacja
Proces transmutacji kamieni nieszlachetnych – opus magnum (łac. „wielkie dzieło”) alchemiczne – miał być możliwy dzięki dodaniu niewielkiej ilości kamienia filozoficznego (wyobrażanego sobie przez alchemików najczęściej w formie gęstego proszku). Proces ten trwać powinien siedem dni – tyle, ile trwało stworzenie świata – albo cały rok – tyle, ile trwa obieg cyklu naturalnego. Najczęściej trwał jednak całe życie alchemika. Produktem wyjściowym procesu mógł być dowolny pierwiastek, albowiem należało go sprowadzić do jego „pierwszej materii” (łac. prima materia), która w vas hermeticum (łac.”naczynie hermetyczne”, „alembik”) poddawana była wieloetapowemu (najczęściej dziesięciostopniowemu) procesowi rozkładania, oczyszczania i utwardzania. Proces otrzymywania kamienia filozoficznego miał przebiegać w jaju filozoficznym. 
Gdyby udało się odkryć taki kamień filozoficzny, za pomocą którego można by przekształcić wszystkie metale nieszlachetne w złoto, i to w dowolnej ilości, kamień ów uchodziłby za uniwersalny; gdyby jego moc ograniczona była do jednego tylko metalu, uchodziłby za partykularny.

## Legendy
Wedle legend kamień filozoficzny miał magiczne zdolności: można by z niego wytwarzać także eliksir życia (łac. elixir vitae), który zapewnia nieśmiertelność każdemu, kto go wypije.
Alchemia chrześcijańska uważała, że kamieniem filozoficznym jest Jezus Chrystus stosując wykładnię o „kamieniu odrzuconym przez budowniczych, który stał się kamieniem węgielnym” (zob. Psalm 118, 22). Tractatus aureus, przypisywany Hermesowi Trismegistosowi, określa kamień filozoficzny jako najcenniejszy skarb do gnoju wyrzucony, uczyniony najpodlejszym z podłych (łac. in stercore eiectus... vilis et vilissimus). Motyw przemiany tego, co podłe, w to, co szlachetne – motyw sublimacji (łac. sublimatio – „wywyższenie”, „uwznioślenie”) to jeden z najważniejszych wątków przewijających się w opowieściach o procesie produkcji kamienia filozoficznego. Aurum nostrum non est aurum vulgi („Nasze złoto nie jest pospolite”) – twierdzi Rosarium philosophorum (w: Artis auriferae, t. 2, s. 220). 
Jego stworzeniem zajmowało się wielu, m.in. Arnold de Villanova, Rajmundus Lullus czy Polak, Michał Sędziwój (znane jest jego dzieło dotyczące kamienia filozoficznego pt. Tractatus de lapide philosophorum). Jedynym, któremu rzekomo się to udało, był Nicolas Flamel.

## Hipotezy
Traktaty alchemiczne głoszą, iż kamień filozoficzny jest lśniącą czerwoną substancją, która nie jest higroskopijna, a więc nie pochłania wody. W toku sporządzania jej z rtęci i innych dodatków substancja ta przybiera kolejno wiele barw: czarna na początku, staje się potem białą, później żółtą, a w końcu czerwoną. Holenderski profesor Cornelis Johannes van Nieuwenburg (1889–1985) zadał sobie w 1963 r. trud powtórzenia za pomocą środków nowoczesnej nauki różnorodnych doświadczeń dawnych alchemików. Podczas jednego z eksperymentów stwierdził on faktycznie opisywaną zmianę zabarwień. Po oddzieleniu całej zastosowanej w doświadczeniu ilości rtęci, jak również rozłożeniu jej soli, co uzyskał dzięki zastosowaniu wysokich temperatur i sublimacji, otrzymał czerwoną substancję, która nie wykazywała właściwości higroskopijnych. Iskrzące się pryzmatyczne kryształki były chemicznie czystym chlorozłocianem srebrowym, AgAuCl4. Możliwe, że związek ten był kamieniem filozoficznym, który dzięki swej wysokiej, wynoszącej 44%, zawartości złota mógł powodować pożądaną przemianę, czyli powierzchniowe pozłocenie innego metalu. Ze związku złota nie można było jednak „wytworzyć” więcej kruszcu, niż on sam go zawierał.

## W literaturze i sztuce
Motyw kamienia filozoficznego jest rozpowszechniony w literaturze, m.in. w książce Harry Potter i Kamień Filozoficzny Joanne Kathleen Rowling czy w książce Indiana Jones i kamień filozoficzny Maksa McCoya, jak również w anime i mandze Slayers i Fullmetal Alchemist oraz w serii Andrzeja Pilipiuka: „Kuzynki”, „Księżniczka” i „Dziedziczki”.
W serii Fullmetal Alchemist kamień filozoficzny jest głównym elementem fabuły. To substancja – nie zawsze będącą ciałem stałym – pozyskana z setek ludzkich bytów, i pozwalająca na dokonywanie transmutacji alchemicznych bez zachowywania zasady równowagi. Oprócz przemiany pospolitych metali w złoto, pozwalała na tworzenie w mgnieniu oka materii takiej jak kamień czy stal bez żadnych surowców podstawowych, na leczenie śmiertelnych ran, ślepoty czy też paraliżu.

## Weryfikacja naukowa
Wyprodukowanie złota z innego metalu w laboratorium jest wykonalne, choć w sposób odległy od pojęć alchemicznych. Potrzebny jest akcelerator cząstek bądź reaktor atomowy. Koszt produkcji przekracza jednak wartość uzyskanej ilości złota.
W akceleratorze poprzez bombardowanie deuteronami tarczy wykonanej z amalgamatu, np:
19980Hg + 21d → 19779Au + 42α
W reaktorze można wytworzyć złoto bombardując rtęć neutronami, powstały z Hg-196 nietrwały izotop Hg-197 zmienia się przez wychwyt elektronu w trwały Au-197:
19680Hg + 10n → 19780Hg + γ

19780Hg + e−
 → 19779Au + νe

Bryłka wytworzonego w ten sposób złota jest przechowywana w Muzeum Nauki i Przemysłu w Chicago.